# Stanisław Sikorski (1910–1993)
Stanisław Sikorski (ur. 23 kwietnia 1910 w Kazimierzy Wielkiej, zm. 12 grudnia 1993 w Radomiu) – prezbiter katolicki, kapelan 72 pułku piechoty AK oraz drugi adiutant dowódcy pułku w czasie akcji „Burza”.

## Dzieciństwo i młodość
Urodził się 23 kwietnia 1910 roku w Kazimierzy Wielkiej z rodziców Antoniego i Katarzyny z domu Kusak. Naukę pobierał w gimnazjum w Kazimierzy Wielkiej, a w roku 1927 przeniósł się do VII klasy gimnazjum męskiego kurii diecezjalnej w Sandomierzu. Tu zdobył świadectwo dojrzałości w 1929 roku. Następnie wstąpił do Wyższego Seminarium Duchownego w Sandomierzu, które ukończył w 1934 roku z wynikiem dobrym. Święcenia kapłańskie przyjął w kościele św. Michała w Sandomierzu dnia 29 czerwca 1934 roku z rąk biskupa Włodzimierza Jasińskiego, ordynariusza sandomierskiego.

## II wojna światowa
W tragicznym wrześniu 1939 r. ks. Sikorski został czasowym administratorem w parafii Kiełczynie. W styczniu 1940 r. przeniesiono go do parafii św. Michała w Ostrowcu świętokrzyskim. W sierpniu 1941 r. został wikariuszem w parafii farnej w Radomiu. Tu wstąpił w szeregi ZWZ. W jego mieszkaniu była skrzynka kontaktowa. Ukrywał pieczątki do fałszywych dowodów, przenosił broń oraz opiekował się rodzinami, które były w trudnych warunkach. Uwolnił z aresztu kilka osób, w tym kpt. Edwarda Frankiewicza, kwatermistrza radomskiego Obwodu AK.
W lipcu 1944 r. ks. Sikorski został kapelanem 72 pułku piechoty Okręgu Radomskiego AK. Używał pseudonimów „Jęk” i „Borowik”. Był jednocześnie drugim adiutantem dowódcy pułku, mjra Wacława Wyzińskiego. Brał udział we wszystkich walkach na Kielecczyźnie. 20.12.1944 r. otrzymał order wojenny Virtuti Militari V-klasy. W uzasadnieniu czytamy: za wyróżniające się męstwo i poświęcenie w pełnieniu służby duszpasterskiej podczas walk 72 pp w akcji „Burza” oraz męstwo w czasie bitwy w lasach niekłańskich w listopadzie 1944.

## Czasy powojenne
Latem 1946 r. na własną prośbę został prefektem Gimnazjum im. M. Konopnickiej w Radomiu. Rok później objął dodatkowo obowiązki kapelana szpitala św. Kazimierza. Pracę duszpasterską łączył ze studiami na Wydziale Teologicznym Uniwersytetu Jagiellońskiego. W 1950 r., po obronie pracy „Egoizm u młodzieży” otrzymał stopień magistra. W tym samym roku został zwolniony z pracy w szkole. Zarzucono mu sianie fermentu w szkole i podburzanie młodzieży do czynnych wystąpień przeciw dyrekcji w obronie rzekomo znieważonego krzyża.
W styczniu 1950 r. ks. Sikorski został wikariuszem parafii św. Jana Chrzciciela w Radomiu. 9 miesięcy później przeniesiono go do Tczowa, skąd trafił na probostwo w Głowaczowie. W 1952 r. Wydział Oświaty Prezydium WRN w Kielcach odmówił mu prawa do pracy w szkołach na terenie jego parafii. Dwa lata później został wicedziekanem kozienickim. Przez wiele lat zabiegał o zezwolenie na odbudowę zniszczonego w czasie wojny kościoła w Głowaczowie. Rozpoczętą w 1955 r. budowę zakończył po 11 latach. W okresie odwilży pozwolono mu wrócić do szkoły i zająć się katechizacją. W styczniu 1960 r. Inspektorat Oświaty w Kozienicach pozbawił go prawa nauczania w szkołach w Głowaczowie i Lipie za rzekome „stosowanie kar cielesnych w stosunku do uczniów”. Pretekstem do postawienia tego zarzutu był fakt postawienia w kącie dwóch niegrzecznych uczniów.
W 1965 r. Wydział do spraw Wyznań w Kielcach zablokował nominację ks. Sikorskiego na stanowisko proboszcza w Kozienicach. Rok później został dziekanem kozienickim. Ponieważ zgodnie z zaleceniem Episkopatu Polski odmówił prowadzenia księgi inwentarzowej, sąd powiatowy w Kozienicach ukarał go w październiku 1965 r. grzywną  wysokości 2000 zł. Ponieważ odmówił jej zapłacenia, został 3.12.1966 r. aresztowany i osadzony w radomskim więzieniu. W jego obronie wystąpili parafianie w listach protestacyjnych do premiera Józefa Cyrankiewicza oraz bp Jan Kanty Lorek, który wysłał telegram do Rady Ministrów. Siła protestów sprawiła, że 12.01.1967 r. odzyskał wolność.
W 1971 r. ks. Sikorski został przeniesiony do parafii św. Jana w Radomiu. Wkrótce został jej proboszczem i miejscowym dziekanem. Udało mu się pomalować kościół farny, wybudować murowaną kaplicę św. Maksymiliana w Firleju i plebanię, odzyskać od państwa zabytkowy kościół św. Wacława na Starym Mieście, który następnie odrestaurował.
Ks. Sikorski przez cały okres powojenny utrzymywał ścisłe związki z żołnierzami AK. Wielokrotnie brał udział w ich zjazdach i spotkaniach. Często przy tej okazji wygłaszając kazania m.in. na Jasnej Górze 12.09.1976 r.
Ks. Stanisław Sikorski zm. 12.12.1993 r. w Radomiu. Uroczystościom pogrzebowym, które były wielką narodową manifestacją, przewodniczył ks. bp Edward Materski. Uczestniczyła w nich kompania Wojska Polskiego.

## Odznaczenia
- Krzyż Srebrny Orderu Wojennego Virtuti Militari
- Krzyż oficerski Orderu Odrodzenia Polski
- Złoty Krzyż Zasługi z Mieczami
- Krzyż Walecznych
- Medal Wojska (czterokrotnie)
- Krzyż Armii Krajowej
- Złoty Medal Cechu Rzemiosł
- Złoty Medal za Ratowanie Zabytków